# Wereldkampioenschap superbike van Sugo 1996
Het wereldkampioenschap superbike van Sugo 1996 was de negende ronde van het wereldkampioenschap superbike 1996. De races werden verreden op 25 augustus 1996 op het Sportsland SUGO nabij Murata, Japan.

## Race 1
| Pos | Nr | Rijder               | Constructeur | Rondes | Tijd         | Grid | Punten |
| --- | -- | -------------------- | ------------ | ------ | ------------ | ---- | ------ |
| 1   | 53 | Yuichi Takeda        | Honda        | 25     | 38:30.054    | 3    | 25     |
| 2   | 57 | Noriyuki Haga        | Yamaha       | 25     | +0.086       | 9    | 20     |
| 3   | 5  | Wataru Yoshikawa     | Yamaha       | 25     | +2.299       | 2    | 16     |
| 4   | 2  | Troy Corser          | Ducati       | 25     | +4.382       | 1    | 13     |
| 5   | 11 | John Kocinski        | Ducati       | 25     | +6.252       | 5    | 11     |
| 6   | 3  | Aaron Slight         | Honda        | 25     | +11.702      | 13   | 10     |
| 7   | 51 | Norihiko Fujiwara    | Yamaha       | 25     | +13.199      | 4    | 9      |
| 8   | 1  | Carl Fogarty         | Honda        | 25     | +19.541      | 14   | 8      |
| 9   | 59 | Akira Ryo            | Kawasaki     | 25     | +20.215      | 15   | 7      |
| 10  | 58 | Shinya Takeishi      | Kawasaki     | 25     | +22.217      | 17   | 6      |
| 11  | 50 | Takuma Aoki          | Honda        | 25     | +22.343      | 11   | 5      |
| 12  | 17 | Keiichi Kitagawa     | Suzuki       | 25     | +23.695      | 6    | 4      |
| 13  | 9  | Neil Hodgson         | Ducati       | 25     | +33.794      | 19   | 3      |
| 14  | 10 | John Reynolds        | Suzuki       | 25     | +33.946      | 18   | 2      |
| 15  | 65 | Tamaki Serizawa      | Suzuki       | 25     | +38.988      | 23   | 1      |
| 16  | 52 | Katsuaki Fujiwara    | Suzuki       | 25     | +41.303      | 24   |        |
| 17  | 36 | Kirk McCarthy        | Suzuki       | 25     | +48.741      | 27   |        |
| 18  | 54 | Makoto Suzuki        | Ducati       | 25     | +48.971      | 21   |        |
| 19  | 66 | Takahiro Sohwa       | Honda        | 25     | +56.320      | 28   |        |
| 20  | 67 | Mike Hale            | Ducati       | 25     | +56.946      | 29   |        |
| 21  | 63 | Katsunori Hasegawa   | Yamaha       | 25     | +1:03.328    | 26   |        |
| 22  | 8  | Piergiorgio Bontempi | Kawasaki     | 25     | +1:14.112    | 25   |        |
| 23  | 62 | Hideo Senmyo         | Honda        | 25     | +1:35.571    | 33   |        |
| 24  | 18 | Igor Jerman          | Kawasaki     | 24     | +1 ronde     | 34   |        |
| DNF | 60 | Akira Yanagawa       | Kawasaki     | 23     | Uitgevallen  | 7    |        |
| DNF | 41 | Michaël Paquay       | Ducati       | 22     | Uitgevallen  | 32   |        |
| DNF | 61 | Shoichi Tsukamoto    | Kawasaki     | 19     | Uitgevallen  | 22   |        |
| DNF | 38 | Ioannis Boustas      | Ducati       | 16     | Uitgevallen  | 35   |        |
| DNF | 6  | Simon Crafar         | Kawasaki     | 15     | Uitgevallen  | 8    |        |
| DNF | 55 | Yukio Nukumi         | Ducati       | 14     | Uitgevallen  | 16   |        |
| DNF | 16 | Paolo Casoli         | Ducati       | 1      | Uitgevallen  | 30   |        |
| DNF | 7  | Pierfrancesco Chili  | Ducati       | 1      | Uitgevallen  | 10   |        |
| DNS | 45 | Colin Edwards        | Yamaha       | 0      | Niet gestart | 12   |        |
| DNS | 56 | Hitoyasu Izutsu      | Ducati       | 0      | Niet gestart | 20   |        |
| DNS | 12 | Rob Phillis          | Kawasaki     | 0      | Niet gestart | 31   |        |

## Race 2
| Pos | Nr | Rijder               | Constructeur | Rondes | Tijd              | Grid | Punten |
| --- | -- | -------------------- | ------------ | ------ | ----------------- | ---- | ------ |
| 1   | 50 | Takuma Aoki          | Honda        | 25     | 38:18.759         | 11   | 25     |
| 2   | 11 | John Kocinski        | Ducati       | 25     | +0.554            | 5    | 20     |
| 3   | 3  | Aaron Slight         | Honda        | 25     | +13.390           | 13   | 16     |
| 4   | 1  | Carl Fogarty         | Honda        | 25     | +13.960           | 14   | 13     |
| 5   | 51 | Norihiko Fujiwara    | Yamaha       | 25     | +14.836           | 4    | 11     |
| 6   | 59 | Akira Ryo            | Kawasaki     | 25     | +15.923           | 15   | 10     |
| 7   | 58 | Shinya Takeishi      | Kawasaki     | 25     | +16.240           | 17   | 9      |
| 8   | 5  | Wataru Yoshikawa     | Yamaha       | 25     | +16.538           | 2    | 8      |
| 9   | 2  | Troy Corser          | Ducati       | 25     | +23.256           | 1    | 7      |
| 10  | 17 | Keiichi Kitagawa     | Suzuki       | 25     | +23.574           | 6    | 6      |
| 11  | 6  | Simon Crafar         | Kawasaki     | 25     | +28.988           | 8    | 5      |
| 12  | 10 | John Reynolds        | Suzuki       | 25     | +33.344           | 18   | 4      |
| 13  | 55 | Yukio Nukumi         | Ducati       | 25     | +39.017           | 16   | 3      |
| 14  | 9  | Neil Hodgson         | Ducati       | 25     | +43.091           | 19   | 2      |
| 15  | 65 | Tamaki Serizawa      | Suzuki       | 25     | +44.715           | 23   | 1      |
| 16  | 52 | Katsuaki Fujiwara    | Suzuki       | 25     | +53.613           | 24   |        |
| 17  | 54 | Makoto Suzuki        | Ducati       | 25     | +53.996           | 21   |        |
| 18  | 36 | Kirk McCarthy        | Suzuki       | 25     | +54.549           | 27   |        |
| 19  | 56 | Hitoyasu Izutsu      | Ducati       | 25     | +55.497           | 20   |        |
| 20  | 8  | Piergiorgio Bontempi | Kawasaki     | 25     | +55.541           | 25   |        |
| 21  | 61 | Shoichi Tsukamoto    | Kawasaki     | 25     | +59.375           | 22   |        |
| 22  | 67 | Mike Hale            | Ducati       | 25     | +1:05.473         | 29   |        |
| 23  | 62 | Hideo Senmyo         | Honda        | 24     | +1 ronde          | 33   |        |
| 24  | 18 | Igor Jerman          | Kawasaki     | 24     | +1 ronde          | 34   |        |
| DNF | 53 | Yuichi Takeda        | Honda        | 19     | Uitgevallen       | 3    |        |
| DNF | 66 | Takahiro Sohwa       | Honda        | 7      | Uitgevallen       | 28   |        |
| DNF | 63 | Katsunori Hasegawa   | Yamaha       | 3      | Uitgevallen       | 26   |        |
| DNF | 38 | Ioannis Boustas      | Ducati       | 3      | Uitgevallen       | 35   |        |
| DNF | 16 | Paolo Casoli         | Ducati       | 0      | Uitgevallen       | 30   |        |
| DSQ | 57 | Noriyuki Haga        | Yamaha       | 25     | Gediskwalificeerd | 9    |        |
| DNS | 60 | Akira Yanagawa       | Kawasaki     | 0      | Niet gestart      | 7    |        |
| DNS | 7  | Pierfrancesco Chili  | Ducati       | 0      | Niet gestart      | 10   |        |
| DNS | 45 | Colin Edwards        | Yamaha       | 0      | Niet gestart      | 12   |        |
| DNS | 56 | Hitoyasu Izutsu      | Ducati       | 0      | Niet gestart      | 20   |        |
| DNS | 12 | Rob Phillis          | Kawasaki     | 0      | Niet gestart      | 31   |        |
| DNS | 41 | Michaël Paquay       | Ducati       | 0      | Niet gestart      | 32   |        |

## Tussenstanden na wedstrijd
| Pos | Nr | Rijder        | Team   | Punten |
| --- | -- | ------------- | ------ | ------ |
| 1   | 3  | Aaron Slight  | Honda  | 283    |
| 2   | 2  | Troy Corser   | Ducati | 270    |
| 3   | 11 | John Kocinski | Ducati | 254    |
| 4   | 1  | Carl Fogarty  | Honda  | 238    |
| 5   | 45 | Colin Edwards | Yamaha | 176    |

1988 · 1989 · 1990 · 1991 · 1992 · 1993 · 1994 · 1995 · 1996 · 1997 · 1998 · 1999 · 2000 · 2001 · 2002 · 2003